# Gausel Station
Gausel Station (Gausel holdeplass) er en jernbanestation på Jærbanen, en del af Sørlandsbanen, der ligger i bydelen Gausel i Stavanger i Norge. Stationen består af to spor med en øperron imellem med adgang via en kort gangtunnel. Der er bus til og fra erhvervsområdet i Forus i myldretiden.
Den nuværende station er den anden i Gausel. Den første åbnede som trinbræt 1. november 1904 og blev opgraderet til holdeplads 14. juni 1920. Den blev gjort ubemandet 1. juni 1957, og i 1966 blev den nedlagt. Den nuværende station blev etableret en halv kilometer derfra i forbindelse med, at der blev anlagt dobbeltspor mellem Stavanger og Sandnes. Den åbnede 13. december 2009. For at lette adgangen til stationen blev der bygget en ny rundkørsel på den nuværende Fylkesvei 44.